# 안산 쌍계사 목조여래좌상
안산 쌍계사 목조여래좌상(安山 雙溪寺 木造如來坐像)은 대한민국 경기도 안산시, 쌍계사 사찰에 있는 불상이다. 2002년 9월 16일 경기도 유형문화재 제181호로 지정되었다.
기존의 조선후기 불상의 전형적인 형태와는 달리 오른쪽 어깨와 등에 보이는 대의처리에서 차이점을 가져 도내 불상조각의 특성을 확인할 수 있는 문화재이다.

## 개요
목조여래좌상의 폭은 52.5cm. 불신높이는 92.0cm로, 좁은 어깨에 머리를 앞으로 숙인 자세를 취하고 있다. 머리에는 소라 모양의 나발이 촘촘하고, 지혜를 상징하는 육계가 높이 솟아 올라 있으며, 이마 위똑에 타원형의 중앙계주와 정수리에 원통형의 정상계주가 있다.
타원형의 얼굴에 이마가 넓고, 귀가 어깨 위까지 내려 올 정도로 길게 늘어져 있으며, 눈두덩이와 양미간이 각이져 있는데, 이는 조선후기 제작된 불상의 전형적인 얼굴 형태이다.
대좌는 연꽃이 위를 향한 앙연의 연화좌와 삼단을 이룬 팔각대좌가 한쌍을 이루고, 팔각대좌 중단에 하늘을 날고 있는 용과 천인이 화려하게 투각되어 있다.
각이진 조각수법이나 불상의 형태가 18세기에 제작된 전형적인 불상 모습을 하고 있는 것으로 보아 그 시기를(18세기로) 짐작할 수 있다.

## 같이 보기
- 쌍계사

## 참고 자료
- 쌍계사목조여래좌상 - 국가유산청 국가유산포털